# Cheilanthes
Cheilanthes é um género de fetos pertencente à família Sinopteridaceae.
O género foi descrito por Olof Peter Swartz e publicado em Synopsis Filicum 5, 126. 1806. A espécie-tipo é Cheilanthes micropteris Sw..
Segundo o The Plant List o género tem 513 espécies descritas, das quais 155 são aceites.
O nome do género é deriva do grego antigo χεῖλος (cheilos), que significa "lábio" e ἄνθος (anthos), que significa "flor."

## Portugal
Em Portugal é representado por cinco espécies:
- Cheilanthes acrosticha
- Cheilanthes guanchica
- Cheilanthes hispanica
- Cheilanthes maderensis
- Cheilanthes tinaei

## Classificação
Segundo o sistema de classificação de pteridófitos de Christenhusz, o género tem a seguinte colocação: subfamília Cheilanthoideae, família Pteridaceae, ordem Polypodiales, subclasse Polypodiidae.

## Sinónimos
O género tem os seguintes sinónimos:
- Allosorus Bernh.
- Cheilosoria Trevis.
- Cincinalis Gled. ex Desv.
- Leptolepidium K. H. Hsing & S. K. Wu
- Myriopteris Fée
- Oeosporangium Vis.
- Pomatophytum M. E. Jones